# Хомич, Валерий Степанович
Хомич Валерий Степанович (род. 1952, Минская область) — белорусский географ, геоэколог, специалист в области экологии городов и природопользования. Заместитель директора Института природопользования НАН Беларуси. (2005—2020). Доктор географических наук, доцент.

## Биография
Родился 21 июля 1952 года в деревне Лучицы, Клецкого района, БССР. В 1969 году закончил Синявскую СШ (Клецкий район). После окончания школы поступил на географический факультет Белорусского Государственного Университета. В период учёбы участвовал в научных экспедициях Лаборатории озероведения БГУ и Института геохимии и геофизики НАН Беларуси, во время которых работа и общение с академиком Г. И. Горецким, проф. О. Ф. Якушко, другими учеными предопределили выбор В. С. Хомичем науки, как сферы профессиональной деятельности.
После окончания обучения, в 1975 году, он поступил в аспирантуру, начал свою научную деятельность в Институте геохимии и геофизики АН БССР. Основным научным направлением для В. С. Хомича стала экология городов. В 1986 году В ЛГПУ им. А. И. Герцена защитил кандидатскую диссертацию по теме «Трансформация ландшафтно-геохимической обстановки в зоне развивающегося промкомплекса (на примере г. Светлогорска, БССР)».
В 1990 г. В. С. Хомич в составе большой группы географов был переведен из Института геохимии и геофизики в создаваемое на базе Института торфа АН БССР учреждение эколого-географического профиля — Институт проблем использования природных ресурсов и экологии НАН Беларуси (ныне Институт природопользования НАН Беларуси). В 1991 году организовал и возглавил в институте лабораторию экологии городов. В результате реорганизации структуры института в 1994 г возглавил лабораторию оптимизации геосистем, которой руководил до 2018 г. В 2005—2020 гг. работал в должности заместителя директора института по научной работе. В начале 2020 года перевелся в лабораторию оптимизации геосистем на должность главного научного сотрудника. Одновременно руководит на общественных началах Центром экологии городов и трансграничного загрязнения, созданном в 2014 г. на базе лабораторий оптимизации геосистем и трансграничного загрязнения.

## Научная деятельность
В. С. Хомич — лидер и организатор эколого-геохимических исследований урбанизированных территорий в Беларуси. Под его руководством и при непосредственном участии в 1990—2000-х годах были проведены ландшафтно-геохимические исследования, включающие детальные почвенно-геохимические съемки, многих городов Беларуси, в том числе Минска, Гомеля, Гродно, Светлогорска, Пинска, Мозыря и других городов. Особое внимание при этом уделялось зонам импактного воздействия, таким как промышленные предприятия, полигоны коммунальных и производственных отходов, нефтебазы и АЗС.
Он внес значительный вклад в развитие научно-методических основ эколого-геохимических исследований городских ландшафтов. Им выполнена систематизация природных и антропогенных факторов накопления и перераспределения загрязняющих веществ в ландшафтах городов, определяющих направленность и степень геохимической трансформации городских ландшафтов, выявлены закономерности формирования геохимических аномалий в городах и зонах их влияния. В. С. Хомичем разработана методика комплексной оценки состояния городской среды, предназначенная для крупномасштабного картографирования и пространственного анализа экологической ситуации на территории города.
В 2005 году в Белорусском государственном университете Валерием Степановичем была защищена докторская диссертация на тему «Геохимическая трансформация природной среды в городах Беларуси».
В. С. Хомич принимал участие в подготовке ряда документов, определяющих природоохранную политику на государственном и региональном уровнях, в том числе: Национальной стратегии устойчивого развития Республики Беларусь до 2020 г.; Прогноза изменения окружающей среды и комплекса мероприятий с целью обеспечения экологической безопасности Республики Беларусь на 2010—2020 гг.; Национального плана выполнения обязательств, принятых Республикой Беларусь по Стокгольмской конвенции о стойких органических загрязнителях, на 2007—2010 годы и на период до 2028 года; Стратегического плана устойчивого развития г. Минска до 2020 г. и корректировках Генерального плана города.
В. С. Хомич руководил разработкой ряда нормативно-методических документов, касающихся мониторинга и контроля загрязнения почв, инженерно-экологическими изысканиями и разработкой Комплексной программы экологического мониторинга Белорусской АЭС на этапе её строительства и функционирования.
В. С. Хомичем разработана концепция и структура Государственной программы социально-экономического развития и комплексного использования природных ресурсов Припятского Полесья на 2009—2015 годы. Он же координировал исследования, выполняемые рядом научных учреждений, по научному обеспечению программы на этапе её реализации.
В 2019—2021 гг. под руководством В. С. Хомича выполнялся крупный межведомственный проект по разработке Прогноза состояния окружающей среды Беларуси на период до 2035 года и Стратегии в области охраны окружающей среды Республики Беларусь на период до 2035 г.

## Членство в организациях
Объединённый научный совет по фундаментальным географическим проблемам при Международной ассоциации академий наук (МААН)
Межведомственный координационный совет Национальной системы мониторинга окружающей среды Республики Беларусь
Координационный совет по выполнению Национального плана действий по предотвращению деградации земель (включая почвы)
Президиум Географического общества Беларуси.

## Редактор
Заместитель главного редактора журнала «Природопользование»
Член редколлегий журналов:
- «Известия Российской академии наук. Серия географическая»
- «Земля Беларуси»
- «Природные ресурсы»

## Награды и премии
- 1998 — Почётная грамота НАН Беларуси[1].
- 2003 — Почетная грамота Совета Министров Республики Беларусь (22 января 2003 года), за значительный вклад в становление и развитие геоэкологии, изучение городских ландшафтов и геосистем, а также особенностей функционирования природных комплексов в зонах интенсивных технических работ[1].
- 2013 — Премия Национальной академии наук Беларуси[3]